# Джон (ураган)
Ураган «Джон» (англ. Hurricane John) — потужний і руйнівний ураган 3 категорії, який спричинив смертельні повені на півдні Мексики протягом кількох днів у вересні 2024 року. Одинадцятий названий шторм, четвертий ураган і другий великий ураган у тихоокеанському сезоні ураганів 2024 року.
Ураган призвів до сильних вітрів, дощів, руйнівних повеней та численних селевих потоків на більшій частині прибережної південно-західної Мексики. Загалом у деяких частинах Герреро випало 950 мм (37 дюймів) опадів, а також у сусідніх Оахаці та Мічоакані. В Оахаці понад будинків 98 тисяч було знеструмлено. Через тропічний циклон загинуло 29 людей, за оцінками, шторм завдав збитків південній Мексиці на 2,45 мільярда доларів США.

## Метеорологічна історія

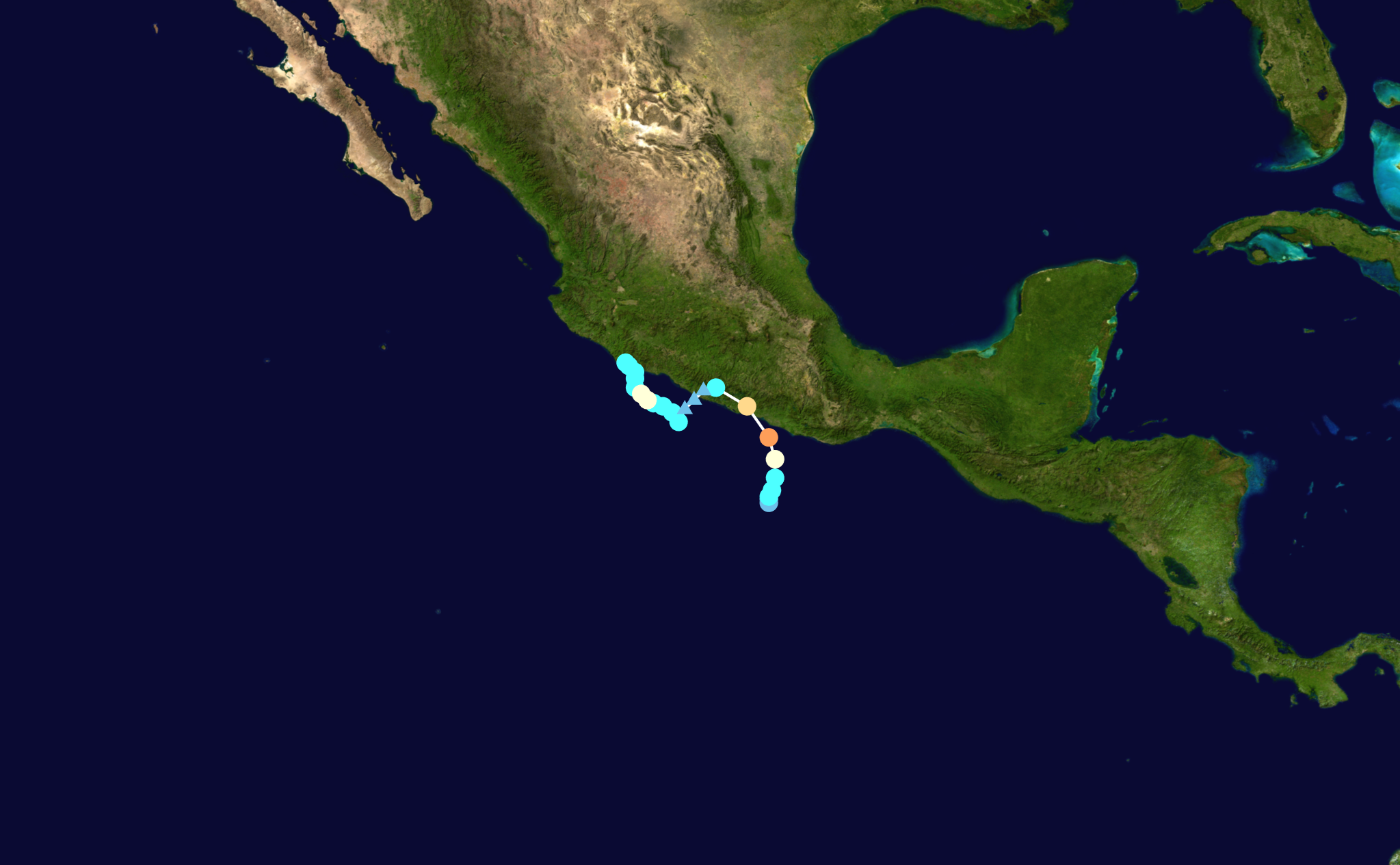
Карта шляху та інтенсивності Урагану Джон за шкалою Саффіра–Сімпсона

21 вересня біля узбережжя південної Мексики утворилася зона низького тиску, що викликала неорганізовані зливи та грози. Наступного дня система стала краще організованою та досягла замкнутої поверхневої циркуляції, що призвело до формування Тропічної Депресії Десять вдень 22 вересня, приблизно за 175 миль (280 км) на південь від Пунта Мальдонадо, Герреро. Система продовжувала розвиватися тієї ночі та посилилася до тропічного шторму Джон о 06:00 UTC наступного ранку. Повільно рухаючись на північний-схід 23 вересня, потрапивши в південно-західний потік, пов'язаний з мусонною западиною поблизу Центральної Америки, Джон почав швидко посилюватися. Він став ураганом 1 категорії того ж дня о 17:45 UTC, а потім лише через дев'ять годин, досяг інтенсивності 3 категорії із тривалим вітром 120 миль/год (195 км/год). Саме з такою інтенсивністю Джон вийшов на сушу в Маркелії, Герреро, приблизно за 25 миль (40 км) на північний захід від Пунта-Мальдонадо, о 03:20 UTC 24 вересня. Джон швидко послабився всередині країни, з його вітрами впав до рівня тропічного шторму приблизно через 12 годин.
Зона низького тиску утворилася разом із залишками Джона, коли циклон розсіявся.  На великій території розпочала зростати грозової активності та демонструвати ознаки організації. Спостереження показали значне падіння тиску в системі, і о 15:00 UTC було оголошено про формування Тропічного шторм Джон. Циклон повільно рухався на північний-захід після його реформування, і в межах сприятливих умов навколишнього середовища для зміцнення, шторм неухильно знову посилювався. Продовжуючи свій повільний рух дуже близько до південно-західного узбережжя Мексики, Джон розвинув маленьке, закрите око, і знову посилився до урагану 1 категорії о 12:00 UTC 26 вересня. Джон продовжував рухатися дуже повільно біля узбережжя, де його близькість до пересіченої місцевості Мексики зупинила посилення; циклон послабшав до тропічного шторму о 3:00 UTC наступного дня. Циклон здійснив другий вихід на узбережжя через 36 годин і продовжував слабшати. Центр розсіявся незабаром після цього, і Національний центр спостереження за ураганами Сполучених Штатів опублікував свою останню консультацію щодо шторму через три години.

## Підготовка
Після формування Джона як тропічного циклону о 21:00 UTC 22 вересня було видано сповіщення про тропічний шторм від Пунта-Мальдонадо, Герреро, до Саліна-Крус, Оахака. О 09:00 UTC наступного дня це було змінено на попередження про тропічний шторм від Пунта-Мальдонадо до Уатулько, а спостереження за тропічним штормом поширюється на Саліна-Крус. У зоні попередження про тропічний шторм оголошено попередження про ураган. Для Герреро та Оахаки було оголошено червоний рівень тривоги. Джон загрожував частинам Мексики, які все ще оговтувалися від урагану Отіс який минулого року зазнав такої ж швидкої фази посилення. Секретаріат цивільного захисту (SSPC) мав евакуювати туристів у Пуерто-Ескондідо, штат Оахака. Підприємства по всьому місту були закриті. Міжнародний аеропорт Пуерто-Ескондідо також був закритий на час шторму. Було підготовлено понад 80 укриттів і евакуйовано 3000 осіб. Федеральна комісія з електроенергії (CFE) направила понад 1400 електриків і кілька кранів і аварійних електростанцій для реагування на збої в електроенергії в постраждалих регіонах. Школи були закриті в Герреро та Оахаці.

## Вплив

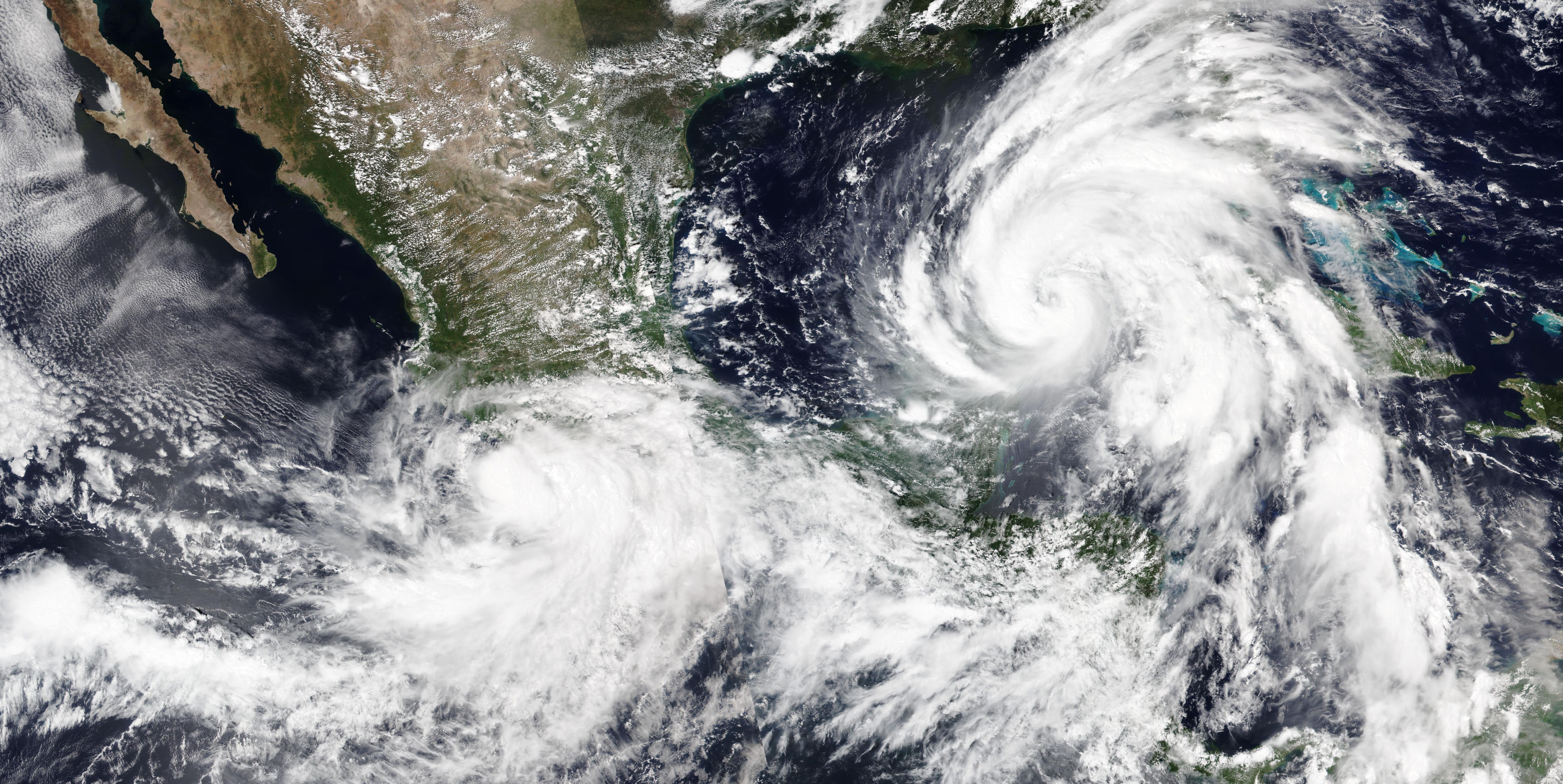
Ураган Джон та Ураган Хелен обрушилися на Мексику 25 вересня

Понад 250 мм (10 дюймів) дощу випало в частинах Герреро та Оахаки протягом перших кількох годин після виходу урагану на узбережжя. В Акапулько випало понад 500 мм (20 дюймів) дощу. Загалом випало 1442 мм (56,8 дюймів) дощу в Герреро, що в п’ять разів більше, ніж під час проходження урагану Отіса минулого року; 19 кварталів повністю залишилися під водою, а понад 2000 будинків були затоплені. Деяких регіонах річна норма опадів через шторм. Проливні дощі також пройшли в сусідніх штатах Чіапас, Веракрус, Мічоакан і Пуебла. Кількість дощу яка випала вважалась історичною шторм приніс на 214% більше води, ніж ураган Полін, який спустошив південну Мексику в 1997 році.
Щонайменше 29 людей загинули в результаті шторму: 23 в Герреро, 5 в Оахаці і 1 в Мічоакані. Губернатор Герреро Евелін Сальгадо повідомила про двох смертей, спричинених зсувом у муніципалітеті Тлакоачістлауака. Крім того, 70-річна жінка загинула в Малінальтепеці, коли на її будинок зійшов зсув. Райони вздовж південно-західного мексиканського узбережжя зазнали селевих потоків, а з кількох будинків знесло жерстяні дахи. Щонайменше 80 зсувів сталися в Оахаці, перерізавши дороги та громади в штаті. 13 ресторанів завалилися в Акапулько. Невелике село Ель-Еспіналільо на півдні Герреро було повністю відрізане від електрики, питної води та комунікацій за межами міста. Національна координація цивільного захисту федерального уряду Мексики врятувала 5120 людей із затоплених районів в Акапулько.
| Найдорожчі тихоокеанськи урагани | Найдорожчі тихоокеанськи урагани | Найдорожчі тихоокеанськи урагани | Найдорожчі тихоокеанськи урагани | Найдорожчі тихоокеанськи урагани |
| Ранг                             | Ураган                           | Сезон                            | Збиткі                           | Примітки                         |
| -------------------------------- | -------------------------------- | -------------------------------- | -------------------------------- | -------------------------------- |
| 1                                | «Отіс»                           | 2023                             | 12-16 млрд                       | [ 41 ]                           |
| 2                                | «Мануель»                        | 2013                             | 4.2 млрд                         | [ 42 ]                           |
| 3                                | «Інікі»                          | 1992                             | 3.1 млрд                         | [ 43 ]                           |
| 4                                | «Джон»                           | 2024                             | 2,4 млрд                         | [ 44 ]                           |
| 5                                | ««Оділ»                          | 2014                             | 1.25 млрд                        | [ 45 ]                           |
| 6                                | «Агата»                          | 2010                             | 1.1 млрд                         | [ 46 ]                           |
| 7                                | «Гіларі»                         | 2023                             | 915 млн                          | [ 47 ]                           |
| 8                                | «Вілла»                          | 2018                             | 824 млн                          | [ 48 ]                           |
| 9                                | «Меделін»                        | 1998                             | 750 млн                          | [ 49 ]                           |
| 10                               | «Роза»                           | 1994                             | 700 млн                          | [ 50 ]                           |
| [ 51 ]                           |                                  |                                  |                                  |                                  |

За даними Gallagher Re, станом на січень 2025 року збитки від урагану становлять 2,45 мільярда доларів США. Після урагану мексиканський флот активував план DN-III-E, план надання допомоги при стихійних лихах і план порятунку, 25 000 військови було розгорнуто для надання допомоги жителям, які постраждали. Національна координація цивільного захисту направила щонайменше 18 728 членів міжнародної оперативної групи з надання допомоги постраждалим жителям. У регіонах Коста-Чіка і Коста-Гранде 5000 людей помістили в тимчасові укриття. В Оахаці, де більше 98 000 людей втратили електроенергію, 18 000 військовослужбовців і державних службовців були направлені для допомоги в операціях з реагування на надзвичайні ситуації. World Central Kitchen роздала понад 878 000 страв тим, хто постраждав від урагану. [ 62 ] Президент Клаудія Шейнбаум оголосила про надання 8 мільярдів песо (400 мільйонів доларів США) допомоги на реконструкцію для відновлення туризму та покращення громадських послуг в Акапулько.

## Замітки
Через руйнування, які це спричинив ураган, ім’я Джон було вилучено з використання 2 квітня 2025 року, Комітетом ВМО і більше ніколи не використовуватиметься для урагану в східній частині Тихого океану. У сезоні 2030 року його замінить Джейк.